# Signum magnum
Signum magnum (lateinisch für „großes Zeichen“; Abkürzung SM) ist ein Apostolisches Schreiben vom 13. Mai 1967 in Form einer Exhortatio (Ermahnung). Der römisch-katholische Papst Paul VI. schrieb über die Notwendigkeit der Verehrung und Nachfolge Mariens, der Mutter der Kirche und Vorbild aller Tugenden. Anlass war der fünfzigste Jahrestag der ersten Erscheinung in Fátima am 13. Mai 1917. In der Verehrung Marias geht es, wie Paul VI. erinnert, nicht nur um die Bewunderung Marias oder um ihre Fürsprache. Vielmehr gehe es darum, die Tugenden nachzuahmen, welche die Muttergottes vollkommen gelebt habe.

## Mutter und Lehrerin
Dieses Schreiben wurde während des Besuchs von Paul VI. in Fatima veröffentlicht und hebt die Bedeutung der Marienverehrung erneut hervor. Es dokumentiert die wachsenden pastoralen Sorgen und führt die besondere Aufgabe der Gottesmutter als Erzieherin an, denn es war ihre Aufgabe, Christus in seiner Kindheit auszubilden (SM 9). Dieses Schreiben verweist auch auf Lumen gentium, in dem Maria als das Modell der Tugenden beschrieben wurde (SM 15). Ausführlich wird wiederholt, dass sie die geistige Mutter der Kirche ist, sie hilft, zu nähren und zu lehren, daher überschreitet Marie die Grenzen von Zeit und Raum. Sie ist ein Teil der Kirchengeschichte für alle Zeiten (SM 33) und existiert in der Vision der gesegneten Dreieinigkeit, hierin liegt auch der Begriff der „Pilgerfahrt von Glauben“ begründet und dieser stellt einen wichtigen Eckpfeiler in der Verehrung der Gottesmutter Maria da (SM 11).

## EinGroßes Zeichen
In Signum Magnum wird Maria nicht nur als Zeichen beschrieben und verstanden, sondern sie hat Anteil an der christlichen Ausbildung. Aus diesem Grund besteht die Pflicht der Christen, sie zu ehren und zu preisen, denn sie ist das „Große Zeichen“ (Offb 12,1–6 ) für die Kirche. Darüber hinaus erklärt Paul VI. viele Möglichkeiten und Wege, Maria zu verehren, und unterbreitet einige Vorschläge (SM 4 und 29). Des Weiteren stellt er eine innige Verbindung zwischen Fatima und Lourdes her (SM 37).